# EDreams
EDreams (Eigenschreibweise eDreams) ist ein 1999 gegründetes spanisches Online-Reiseportal.

## Geschichte
Das Unternehmen wurde im März 1999 im Silicon Valley von Javier Pérez-Tenessa de Block und James Hare mit Unterstützung europäischer und amerikanischer Finanzinvestoren wie DCM-Doll Capital Management, Apax Partners und Atlas Venture gegründet. Im Jahr 2000 startete es als eines der ersten Online-Reisebüros auf dem spanischen und dem italienischen Markt.
Im Oktober 2006 wurde EDreams an die amerikanische Private-Equity-Gesellschaft TA Associates für 153 Mio. Euro veräußert. Seit Juli 2010 hält die europäische Venture-Capital-Gesellschaft Permira die Mehrheitsanteile an eDreams. EDreams ist eine der vier Marken der eDreams Odigeo Group neben Opodo, GO Voyages und Travellink.
Über die Zeit entstanden neben dem Firmensitz in Barcelona weitere Niederlassungen u. a. in Mailand und Hamburg.

## Dienstleistungen
Das Unternehmen bietet auf seiner Internetseite auf Englisch touristische Produkte und Dienstleistungen an. Dazu gehören einzelne Hotel- und Flugangebote, nach dem Baukastenprinzip, sowie Pauschalreisen.
Extern betätigt sich das Unternehmen als Online-Marketingservice und unterstützt Werbekampagnen für direkte Firmenkunden und Media-Agenturen.
Das Unternehmen greift auf Daten von Computerreservierungssystemen, wie Amadeus, Galileo, Sabre und Worldspan zu, sucht, vergleicht und stellt damit nach dem Baukastenprinzip neue Angebote für den Endkunden zusammen.

## Kritik
EDreams ist mehrfach durch unlautere Methoden in der Flugbuchung aufgefallen. Dazu gehört die Anwerbung von Kunden mit Flugpreisen, die nicht dem Endpreis entsprechen, was gegen geltendes EU-Recht verstößt.
Außerdem werden Zahlungen für nicht ausgestellte Tickets nicht zurückerstattet oder mit erheblichem Zeitverzug. Überdies werden Kunden während eines Buchungsvorganges häufig in eine Prime-Mitgliedschaft gelockt und EDreams bucht die Mitgliedsgebühr monatlich unautorisiert von dem für die Flugbuchung benutzten Konto ab. Die Kündigung der Mitgliedschaft ist über die Webseite und die App scheinbar einfach, in der Realität jedoch unmöglich.